# Хармони (Роуд Ајланд)
Хармони (енгл. Harmony) насељено је место без административног статуса у америчкој савезној држави Роуд Ајланд.

## Демографија
По попису из 2010. године број становника је 985.
| Група             | 2000.    | 2010.       |
| Белци             | 0 (0,0%) | 939 (95,3%) |
| Афроамериканци    | 0 (0,0%) | 11 (1,1%)   |
| Азијати           | 0 (0,0%) | 8 (0,8%)    |
| Хиспаноамериканци | 0 (0,0%) | 20 (2,0%)   |
| Укупно            | 0        | 985         |